# Divize A 1979/1980
V soubojích 14. ročníku České divize A 1979/80 se utkalo 16 týmů dvoukolovým systémem podzim – jaro. Tento ročník začal v srpnu 1979 a skončil v červnu 1980.

## Nové týmy v sezoně 1979/80
Z 2. ligy – sk. A 1978/79 sestoupilo do Divize A mužstvo TJ Viktoria Žižkov Strojimport. Z krajských přeborů ročníku 1978/79 postoupilo vítězné mužstvo TJ Okula Nýrsko ze Západočeského krajského přeboru a TJ Spartak Písek ze Jihočeského krajského přeboru. Také sem bylo přeřazeno mužstvo TJ Uhelné sklady Praha z Divize B.

## Výsledná tabulka
| Poř. | Tým                            | Z  | V  | R  | P  | VG | OG | B  |
| ---- | ------------------------------ | -- | -- | -- | -- | -- | -- | -- |
| 1.   | TJ KŽ Králův Dvůr              | 30 | 20 | 6  | 4  | 71 | 35 | 46 |
| 2.   | TJ Viktoria Žižkov Strojimport | 30 | 21 | 3  | 6  | 72 | 23 | 45 |
| 3.   | TJ Spartak Pelhřimov           | 30 | 15 | 8  | 7  | 61 | 42 | 38 |
| 4.   | TJ Rudá hvězda Sušice          | 30 | 14 | 6  | 10 | 54 | 30 | 34 |
| 5.   | TJ Lokomotiva Plzeň            | 30 | 11 | 9  | 10 | 42 | 43 | 31 |
| 6.   | TJ Tatran Prachatice           | 30 | 11 | 9  | 10 | 35 | 47 | 31 |
| 7.   | TJ Okula Nýrsko                | 30 | 10 | 10 | 10 | 27 | 43 | 30 |
| 8.   | TJ ZVVZ Milevsko               | 30 | 13 | 4  | 13 | 32 | 52 | 30 |
| 9.   | VTJ Písek                      | 30 | 11 | 7  | 12 | 48 | 42 | 29 |
| 10.  | TJ ČZ Strakonice               | 30 | 11 | 6  | 13 | 43 | 50 | 28 |
| 11.  | TJ Slavoj Český Krumlov        | 30 | 11 | 5  | 14 | 40 | 40 | 27 |
| 12.  | TJ Uhelné sklady Praha         | 30 | 9  | 8  | 13 | 32 | 40 | 26 |
| 13.  | TJ VS Tábor                    | 30 | 10 | 6  | 14 | 37 | 47 | 26 |
| 14.  | TJ Spartak Písek               | 30 | 8  | 9  | 13 | 27 | 36 | 25 |
| 15.  | TJ ČSAD Plzeň                  | 30 | 9  | 5  | 16 | 40 | 48 | 23 |
| 16.  | TJ Slovan Spoje Plzeň          | 30 | 2  | 7  | 21 | 21 | 64 | 11 |

Poznámky:
- Z = Odehrané zápasy; V = Vítězství; R = Remízy; P = Prohry; VG = Vstřelené góly; OG = Obdržené góly; B = Body

|  | Postup do 2. ligy – sk. A 1980/81                |
|  | Sestup do příslušného oblastního přeboru 1980/81 |